# Erik Fast
Johan Erik Gereon Fast, född 10 oktober 1883 i Norra Sandsjö församling, Jönköpings län, död 26 februari 1976 i Nässjö, var en svensk möbelsnickare och socialdemokratisk politiker.
Erik Fast arbetade 1900–1928 som möbelsnickare, och därefter som ombudsman för Jönköpings läns socialdemokratiska distrikt. Han var ordförande i stadsfullmäktige i Nässjö från 1931, ordförande i Svenska landstingsförbundet från 1944, ordförande i Medicinalstyrelsens materielnämnd från 1939 och ordförande i styrelsen för Centrala sjukvårdsberedningen från 1943. Fast var ledamot av riksdagens andra kammare från 1918, invald i valkretsen Jönköpings län. Han var ordförande för Kommunallagskommittén (1947–1952) och ledamot av 1939 års kommunlånesakkunniga. I riksdagen skrev han 71 egna motioner, främst om pensioner och enskilda
understöd. Som riksdagsman tillhörde han Konstitutionsutskottet och riksdagsgruppens förtroenderåd samt även den socialdemokratiska partistyrelsen.